# Lars Jacob von Knorring
Lars Jacob von Knorring, född 9 juli 1769 på Stora Ornäs i Torsångs socken, död 10 februari 1845 på Målhammar i Björksta socken, var en svensk militär.
År 1755 blev han stabsfänrik vid Dalregementet, som han följde till Finland under Gustav III:s ryska krig. Han befordrades 1796 till major vid Västerbottens regemente och blev 1808 överstelöjtnant. Med Västerbottens regemente gick von Knorring 1808 till Finland. I slaget vid Vasa sårades han i huvudet av en muskötkula och fördes som fånge över Sankt Petersburg till Romanow, där han tillbringade femton månader i fångenskap. Han utnämndes till överste och chef för Västerbottens regemente 1812 och deltog i fälttåget mot Norge 1814. Befordrad till generaladjutant 1817 blev han generalmajor 1826 och erhöll 1828 avsked från chefskapet vid Västerbottens regemente. von Knorring beskrevs som en lugn och orädd person och en god chef. Han blev 1826 ledamot av Krigsvetenskapsakademien.
Lars Jacob von Knorring var son till översten Carl Johan von Knorring, som tillhörde en ointroducerad gren av ätten. Han var gift med två döttrar till Pehr Adam Stromberg. I andra äktenskapet föddes sonen Otto Mauritz von Knorring.